# Marshallville (Ohio)
Pour les articles homonymes, voir Marshallville.
Marshallville est un village américain situé dans le comté de Wayne, dans l'Ohio. Selon le recensement de 2010, sa population est de 756 habitants.